# Scaptia flavipes
Scaptia flavipes är en tvåvingeart som först beskrevs av Günther Enderlein 1929.  Scaptia flavipes ingår i släktet Scaptia och familjen bromsar. Inga underarter finns listade i Catalogue of Life.